# Double Trouble (crew)
De Double Trouble of Lisbon Double Trouble is een Portugees-Braziliaans graffiti-kunstenaarstrio dat vanaf 2015 werkte vanuit een studio in Carcavelos in Portugal.
De groep bestond uit Ram (1976), Utopia (1983) en de in augustus 2022 op 48-jarige leeftijd overleden Nomen.

## Werken
De kunstwerken van de Double Trouble worden gekenmerkt door explosieve, expressionistische kleuren en vormen. Naast muren en doeken gebruikte het trio ook surfplanken als ondergrond.

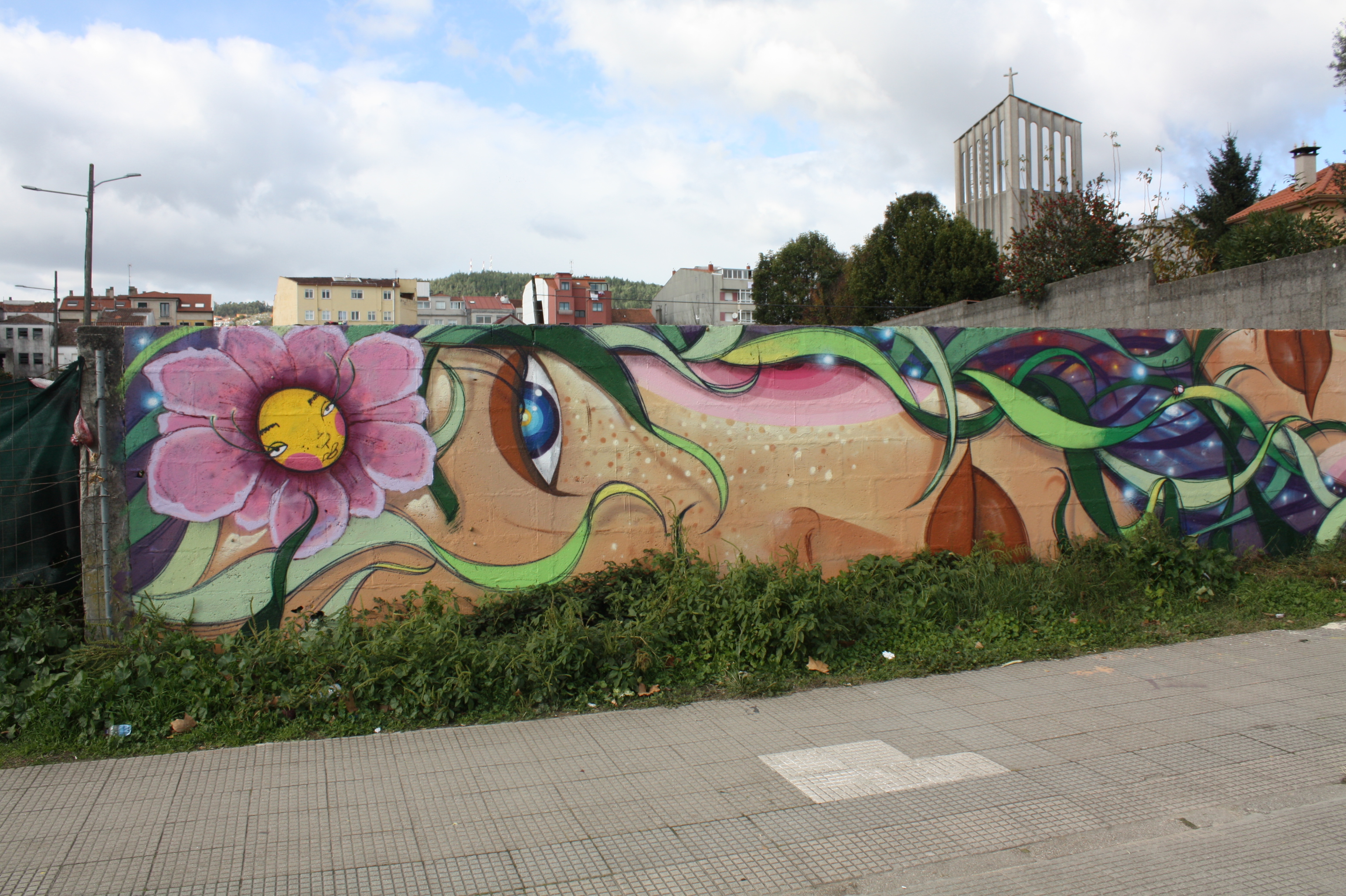
Een werk van Utopia in Pontevedra, Spanje
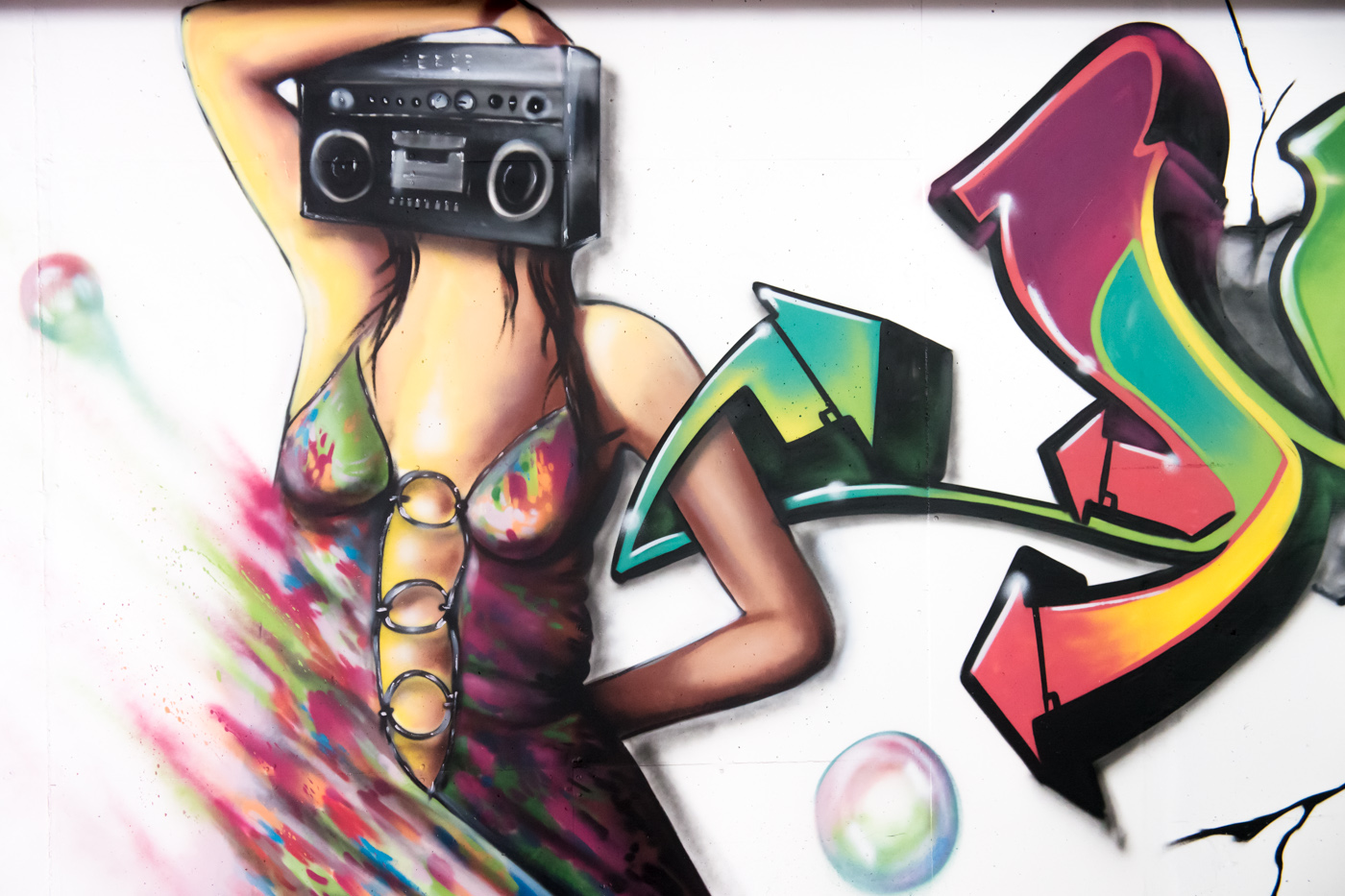
Een werk van Nomen in Lissabon, Portugal

## Tentoonstellingen
- Museum Beit Ha'ir, Tel Aviv (2018)[6]